# Jamara pisinna
Jamara pisinna là một loài nhện trong họ Toxopidae. Chúng được Hugh Davies miêu tả năm 1995, và chỉ được tìm thấy ở Australia.